# دلبرت ری فولکرسون
دلبرت ری فولکرسون (انگلیسی: D. R. Fulkerson; ۱۴ اوت ۱۹۲۴ – ۱۰ ژانویهٔ ۱۹۷۶) یک ریاضی‌دان اهل ایالات متحده آمریکا بود که در زمینه ترکیبیات فعالیت می‌کرد. وی یکی از توسعه‌دهندگان الگوریتم فورد–فالکرسون است که مسئله بیشینه جریان را در شبکه‌های شاره حل می‌کند.
او در سال ۱۹۶۱ میلادی الگوریتم خروج از آشفتگی را نیز مطرح و ارائه کرد.